# Mufti de la République (Tunisie)
Le mufti de la République tunisienne (arabe : مفتي الجمهورية التونسية), parfois appelé mufti de la Tunisie, est la plus haute autorité religieuse du pays. Il assume les fonctions de conseiller, de référence et de représentant de l'État concernant les affaires religieuses islamiques.
Nommé par le président de la République, parmi les oulémas du pays, le mufti siège au cabinet du mufti placé sous la tutelle de la Présidence du gouvernement. Il est assisté dans son travail par des cadres.

## Contexte
Après l'indépendance proclamée en 1956, à la suite du décret du 28 février 1957 portant réorganisation des institutions musulmanes et création d'un emploi de « mufti de Tunisie », Mohamed Abdelaziz Djaït assume cette charge à compter du 1er mars. Le 5 février 1960, le président Habib Bourguiba appelle à rompre le jeûne et lui demande une fatwa. Puisque celui-ci s'y oppose, il est démis de son poste qui est laissé vacant.
Par le décret du 6 avril 1962, Bourguiba établit le poste de « mufti de la République tunisienne » qui occupe un emploi de haut rang dans la fonction publique.

## Fonctions
- Répondre aux questions relatives à l'islam, par correspondance ou de façon directe ;
- Représenter la République tunisienne dans les séminaires scientifiques et les académies internationales islamiques, en y présentant des études spécifiques ;
- Délivrer les certificats de conversion à l'islam à la demande des non musulmans de tous pays et nationalités ;
- Donner avis et conseils au sujet, des documents, politiques et études en rapport avec l'islam ;
- Fixer le début de chaque mois lunaire et des fêtes religieuses en se basant sur l'observation du croissant lunaire et en se référant au calcul astronomique.

## Liste

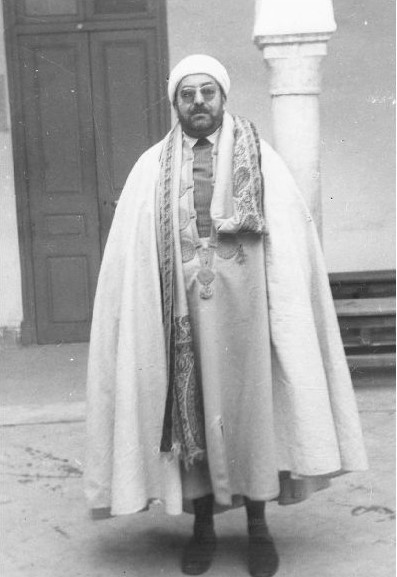
Mohamed Fadhel Ben Achour, le premier mufti de la République (1962-1970).

| Image | Mufti                        | Mandat            | Mandat            |
| ----- | ---------------------------- | ----------------- | ----------------- |
|       | Mohamed Fadhel Ben Achour    | 6 avril 1962      | 20 avril 1970     |
|       | Mohamed El Hédi Belkadhi     | 16 mai 1970       | 31 août 1976      |
|       | Mohamed Habib Belkhodja (ar) | 31 août 1976      | 21 septembre 1984 |
|       | Mohamed Mokhtar Sellami (ar) | 21 septembre 1984 | 18 décembre 1998  |
|       | Kameleddine Djaït            | 18 décembre 1998  | 1er novembre 2008 |
|       | Othman Battikh               | 1er novembre 2008 | 8 juillet 2013    |
|       | Hamda Saïed                  | 8 juillet 2013    | 12 janvier 2016   |
|       | Othman Battikh               | 12 janvier 2016   | 25 octobre 2022   |
|       | Hichem Ben Mahmoud           | 24 décembre 2022  | en cours          |